# Ramsayia
Ramsayia — вимерлий рід гігантських вомбатів, вагою приблизно 100 кг, що вимерли в пізньому плейстоцені. 